# 둥성구

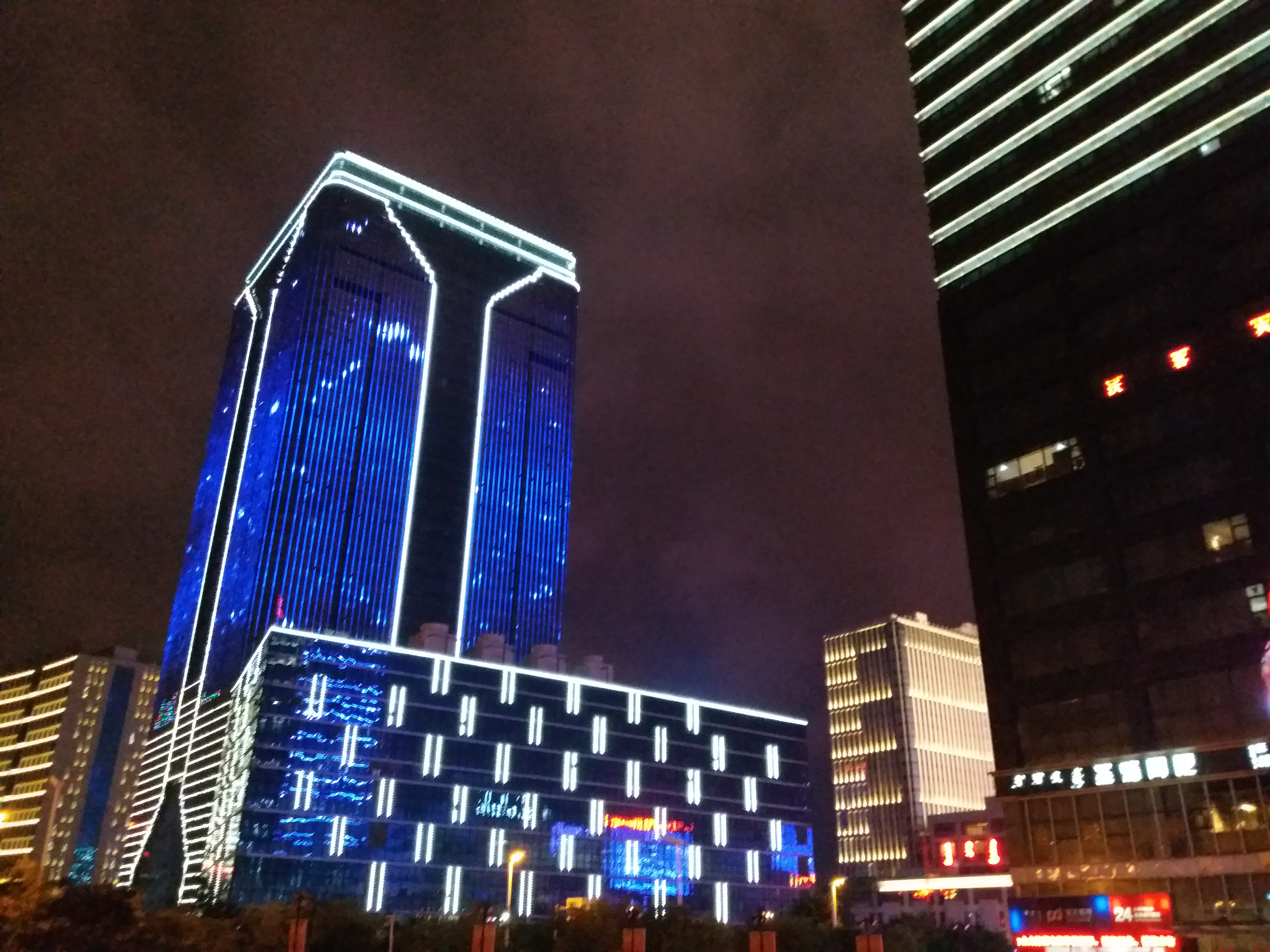

둥성구(한국어: 동승구, 중국어: 东胜区, 병음: Dōngshèng Qū)는 내몽골 자치구 어얼둬쓰 시의 현급 행정구역이다. 넓이는 2137km2이고, 인구는 2007년 기준으로 240,000명이다. 한족이 대다수지만 몽골족도 상당수 거주한다.

## 행정 구역
9개 가도, 3개 진을 관할한다.
- 가도: 交通街街道, 公园路街道, 林荫路街道, 建设街街道, 富兴路街道, 天骄路街道, 哈巴格希街道, 巴音门克街道, 诃额伦街道.
- 진: 泊尔江海子镇, 罕台镇, 塔拉壕镇.